# Mandola
De mandola is een getokkeld snaarinstrument behorend tot de familie van de mandoline. Afhankelijk van zijn stemming krijgt het de rol van alt of tenor. De tenor-stemming (G-D-A-E, een octaaf lager dan de mandoline) is vanuit Duitsland stilaan de standaard geworden in Europa. In de Verenigde Staten en Canada is de alt-stemming (C-G-D-A, een kwint lager dan de mandoline) meer gebruikelijk. 
In Europa vervult de mandola in het mandolineorkest meestal de altfunctie; dezelfde rol die de altviool in het strijkorkest inneemt. Ook wordt de mandola gebruikt in het romantische plectrumkwartet (mandoline I, mandoline II, mandola en gitaar).
Het verschil tussen een mandola en een octaaf-mandoline, ook wel octaaf-mandola genoemd, zit vooral in de lengte van de hals.
De folkmetalband Eluveitie maakt ook gebruik van een mandola.